# Etióp nyelvterület
Az etióp nyelvterület (Ethiopian Language Area, Linguistic Area, Sprachbund) kifejezést Charles Ferguson vezette be (1970, 1976), számos hangtani és morfo-szintaktikai hasonlóságot kimutatva Etiópia, valamint az akkor még nem független Eritrea afroázsiai (sémi, kusita és omói) nyelvei között. Azóta mások is kimutattak kisebb nyelvi egységeket a fentin belül (Appleyard 1989, Breeze 1988, Sasse 1986, Tosco 1994, Wedekind 1989).
Ferguson elméletét, egyes hibákra rámutatva Tosco próbálta cáfolni (2000) azzal érvelve, hogy az egységes nyelvterület feltételezése csupán az akkori Etióp politika egységesítő törekvéseire reflektál.

A kifejezés még nem honosodott meg általánosan az etióp nyelvészetben.

## Külső hivatkozás
- https://web.archive.org/web/20110719104638/http://cgi.server.uni-frankfurt.de/fb09/ifas/JLCCMS/issues/THEMA_2/06_M_Tosco.pdf